# Ampulex annulipes
Ampulex annulipes är en  stekelart som beskrevs av De Motschoulsky 1863. Ampulex annulipes ingår i släktet Ampulex och familjen Ampulicidae. Inga underarter finns listade i Catalogue of Life.